# Heidweiler
Ne doit pas être confondu avec Heidwiller.
Heidweiler est une municipalité allemande située dans le land de Rhénanie-Palatinat et l'arrondissement de Bernkastel-Wittlich.